# Cephalodasys cambriensis
Cephalodasys cambriensis is een buikharige uit de familie van de Cephalodasyidae. De wetenschappelijke naam van de soort werd voor het eerst geldig gepubliceerd in 1963 door Boaden als Paradasys cambriensis.